# Campeonato Mundial de Halterofilia de 1977
El LI Campeonato Mundial de Halterofilia se celebró en Stuttgart (RFA) entre el 17 y el 25 de septiembre de 1977 bajo la organización de la Federación Internacional de Halterofilia (IWF) y la Federación Alemania de Halterofilia.
En el evento participaron 186 halterófilos de 44 federaciones nacionales afiliadas a la IWF.

## Medallistas
| Evento  | Oro                             | Plata                            | Bronce                               |
| ------- | ------------------------------- | -------------------------------- | ------------------------------------ |
| 52 kg   | Alexandr Voronin URSS 247,5     | György Kőszegi · Hungría · 235,0 | Francisco Casamayor · Cuba · 230,0   |
| 56 kg   | Jiro Hosotani Japón 252,5       | Gueorgui Todorov Bulgaria 247,5  | Chen Manlin China 245,0              |
| 60 kg   | Nikolai Kolesnikov URSS 280,0   | Yanko Rusev Bulgaria 277,5       | Grzegorz Cziura · Polonia · 270,0    |
| 67,5 kg | Roberto Urrutia · Cuba · 315,0  | Serguei Pevzner URSS 302,5       | Zbigniew Kaczmarek · Polonia · 297,5 |
| 75 kg   | Yurik Vardanian URSS 345,0      | Peter Wenzel RDA 337,5           | Günter Schliwka RDA 330,0            |
| 82,5 kg | Guennadi Bessonov URSS 352,5    | Péter Baczakó · Hungría · 345,0  | Paweł Rabczewski · Polonia · 337,5   |
| 90 kg   | Serguei Poltoratski URSS 375,0  | Rolf Milser RFA 370,0            | Alberto Blanco · Cuba · 355,0        |
| 100 kg  | Anatoli Kozlov URSS 367,5       | Helmut Losch RDA 367,5           | Michel Broillet · Suiza · 365,0      |
| 110 kg  | Valentin Jristov Bulgaria 405,0 | Yuri Zaitsev URSS 395,0          | Jürgen Ciezki RDA 390,0              |
| +110 kg | Vasili Alexeyev URSS 430,0      | Aslanbek Yenaldiyev URSS 422,5   | Jürgen Heuser RDA 420,0              |

1. 1 2 3  Arrancada (kg) + dos tiempos (kg) = total olímpico (kg).

## Medallero
| Núm. | País     | Oro | Plata | Bronce | Total |
| ---- | -------- | --- | ----- | ------ | ----- |
| 1    | URSS     | 7   | 3     | 0      | 10    |
| 2    | Bulgaria | 1   | 2     | 0      | 3     |
| 3    | Cuba     | 1   | 0     | 2      | 3     |
| 4    | Japón    | 1   | 0     | 0      | 1     |
| 5    | RDA      | 0   | 2     | 3      | 5     |
| 6    | Hungría  | 0   | 2     | 0      | 2     |
| 7    | RFA      | 0   | 1     | 0      | 1     |
| 8    | Polonia  | 0   | 0     | 3      | 3     |
| 9    | China    | 0   | 0     | 1      | 1     |
| 9    | Suiza    | 0   | 0     | 1      | 1     |
|      | TOTAL    | 10  | 10    | 10     | 30    |